# Richairo Živković
Richairo Juliano Živković (serbisch-kyrillisch Ришарио Живковић; * 5. September 1996 in Assen) ist ein niederländischer Fußballspieler mit serbischen Wurzeln.

## Karriere

### Verein
Živković durchlief die Jugendabteilung des FC Groningen und wurde 2012 in den Profikader aufgenommen. Sein Eredivisie-Debüt gab er am 2. Dezember 2012 gegen Heracles Almelo. Am 17. März 2014 verpflichtete ihn Ajax Amsterdam mit Wirkung vom 1. Juli 2014. Er unterschrieb einen Vertrag bis 2017. In dieser Zeit folgten Ausleihen zu Willem II Tilburg und dem FC Utrecht. Mitte 2017 erfolgte sein erster Wechsel ins Ausland ins Nachbarland Belgien zum Erstligisten KV Ostende. In Ostende war Živković nach einer anfänglichen Verletzung ab Ende Oktober 2017 Stammspieler in seinem Verein und blieb es bis zum Ende seines Arrangements im Frühjahr 2019. Er spiele 58-mal für den Verein und erzielte 16 Tore, wobei er insbesondere in den erreichten Play-off-Spielen in seiner ersten Saison sich mit neun Scorerpunkten (acht Tore, eine Vorlage) auszeichnete.
Anschließend wechselte er 2019 weiter zum chinesischen Verein Changchun Yatai, der ihn 2020 zunächst bis zum Sommer nach England in die Premier League zu Sheffield United und ab dem Sommer bis zum Jahresende an den chinesischen Erstligisten Guangzhou City FC verlieh. 2021 ging Živković nach Serbien und schloss sich dem FK Roter Stern Belgrad an, mit dem er in der Saison 2021/22 sowohl serbischer Meister als auch Pokalsieger wurde. Im Anschluss kehrte er im Sommer 2022 in die Niederlande zurück, wo ihn der Erstligist FC Emmen verpflichtete. Hier stand er eine Saison unter Vertrag. Für den Verein aus Emmen bestritt er 32 Zweitligaspiele. Am 1. Juli 2023 zog es ihn nach Singapur, wo er einen Vertrag beim Erstligisten Lion City Sailors unterschrieb. Am Ende der Saison 2023 wurde er mit den Sailors Vizemeister. Am 9. Dezember 2023 stand er mit den Sailors im Finale des Singapore Cup. Hier besiegte man Hougang United mit 3:1. Im Sommer 2024 verließ er den Verein und wechselte nach Thailand zum Erstligisten Bangkok United. Am Ende der Saison 2024/25 feierte er mit Bangkok die Vizemeisterschaft.

### Nationalmannschaft
Zwischen 2013 und 2018 spielte Živković insgesamt 26 Mal für diverse niederländische Jugendnationalmannschaften und erzielte dabei neun Treffer.

## Erfolge
FK Roter Stern Belgrad
- Serbischer Meister: 2021/22
- Serbischer Pokalsieger: 2021/22

Lion City Sailors
- Singapurischer Vizemeister: 2023
- Singapore Cup-Sieger: 2023

Bangkok United
- Thailändischer Vizemeister: 2024/25